# جسامينيات
الجِسّامينيّات (الاسم العلمي: Gelsemiaceae)، فصيلة نباتات مُزهرة من رتبة الجنطيانيات. تحتوي الفصيلة على ثلاثة أجناس.